# Lechería (Mexibús)
Lechería es una de las 44 estaciones que forman parte de la Línea 2 del Mexibúsdel sistema de BRT Mexibús. Esta se ubica en el Municipio de Tultitlán de Mariano Escobedo, Estado de México.
Esta estación cuenta con servicio Ordinario Mixto y Rosa Ordinario en la estación ubicada sobre la Vía José López Portillo  (Estación de Pasó) y servicio Mixto Exprés y Rosa Exprés (estación Terminal de Retorno Oriente).

## Historia
La segunda línea del sistema fue la tercera en ser inaugurada el 12 de enero de 2015 por el entonces gobernador Eruviel Ávila Villegas (2011 - 2017). Tiene una longitud de 22,3 kilómetros con 44 estaciones en los municipios de Cuautitlán Izcalli, Tultitlán, Coacalco de Berriozabal y Ecatepec de Morelos, es operada por Transcomunicador Mexiquense S.A. de C.V., brinda los servicios ordinario desde la terminal La Quebrada en Cuautitlán Izcalli hasta la terminal las Américas en Ecatepec de Morelos y el exprés de la estación Lechería hasta la estación Ecatepec.

## Información general

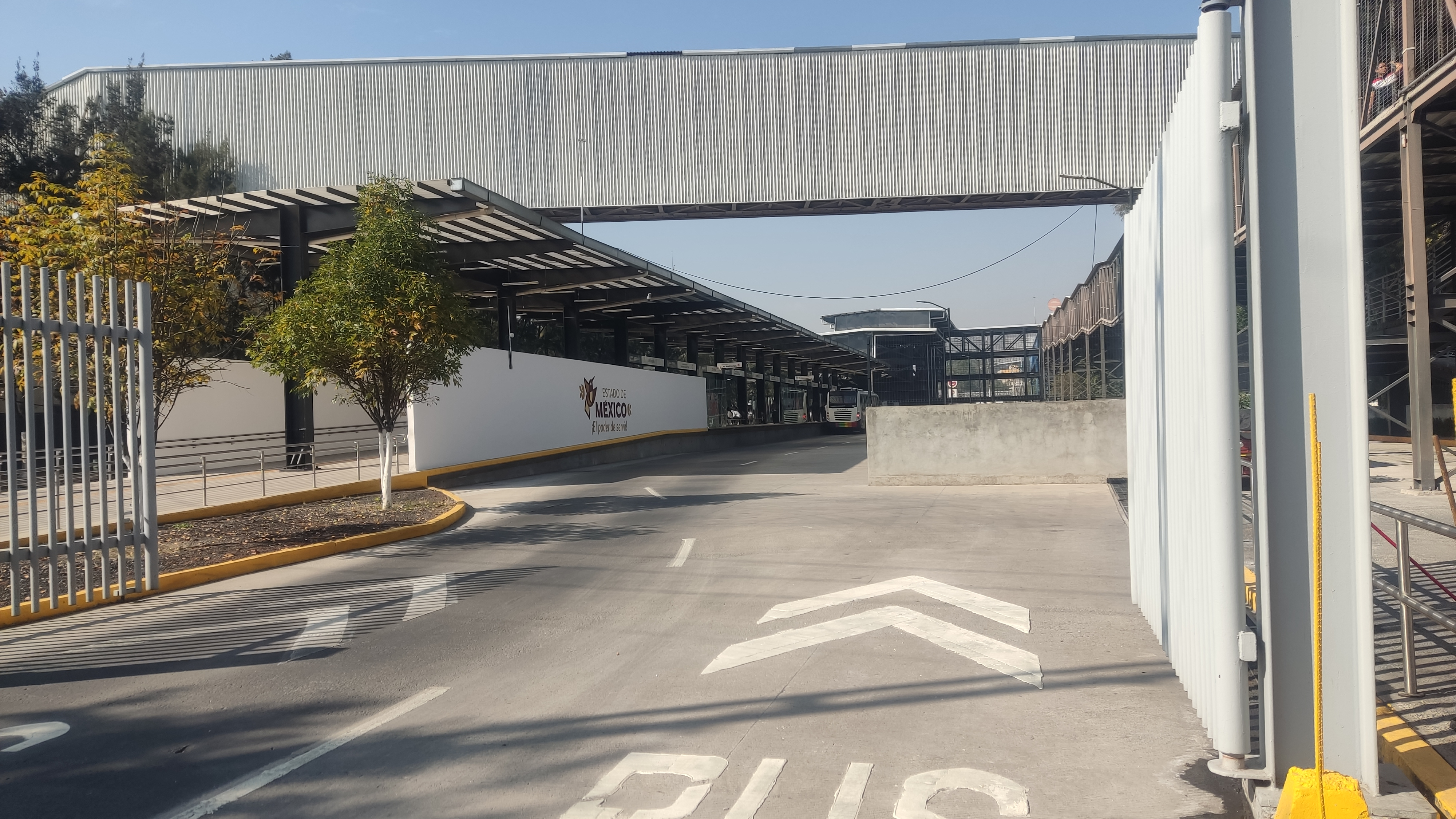
Retorno Oriente

El ícono representa un cencerro, campana usada en el ganado. La colonia Lechería se ubica en el municipio de Tultitlán, Estado de México, en parte de lo que fue la hacienda lechera del mismo nombre, la cual estaba en el centro de una región con otras unidades productivas similares.

## Conectividad
Existen conexiones con las estaciones y paradas de diversos sistemas de transporte:
- La estación cuenta con una conexión a  CETRAM Lechería .
- Conexión con la Estación  Lechería del Ferrocarril Suburbano de la Zona Metropolitana del Valle de México.

## Sitios de interés
Algunos sitios de interés que ofrece la estación son:
- Nueva Fábrica Nacional de vidrio.
- Plaza "El camino".
- Lumiance México.
- Cedis Tultitlán Farmacias Similares.